# 그란디아
《그란디아》(Grandia, グランディア)는 게임 아츠가 제작한 일련의 롤플레잉 비디오 게임 시리즈이다. 1997년 세가 새턴 및 플레이스테이션으로 출시된 《그란디아》를 시작으로 본편 게임 세 개와 외전작들이 존재한다.
2005년에 발매된 《그란디아 III》와 2009년 온라인 게임 《그란디아 온라인》을 마지막으로 잠시 휴식기에 접어들었다. 2019년, 판권 소유자인 겅호 온라인 엔터테인먼트 배급으로 첫 두 편을 강화해 이식판 《그란디아 HD 컬렉션》을 출시하면서 부활의 신호탄을 쐈다.
2019년 4월까지 《그란디아》 시리즈의 판매량은 약 200만 장에 달한다.

## 게임 목록
- 《그란디아》 (1997)

시리즈 첫 번째 작품으로 1997년 12월 18일 세가 새턴으로 처음 출시된 후 1999년 플레이스테이션 이식판이 출시됐다. 세가 새턴판은 일본 지역에서만 발매됐으며 서양 지역에선 플레이스테이션판 《그란디아》만이 출시됐다. 한 소년 저스틴이 고대 문명의 비밀을 파헤치는 과정을 그렸다.
- 《그란디아: 디지털 뮤지엄》 (1998)

공식 후속작이 아닌 세가 새턴 《그란디아》의 엔진을 활용한 보너스 디스크이다.
- 《그란디아 II》 (2000)
- 《그란디아: 패러렐 트리퍼스》 (2000)
- 《그란디아 엑스트림》 (2002)
- 《그란디아 III》 (2005)
- 《그란디아 온라인》 (2009)

## 반응
| 게임           | 게임랭킹스                  | 메타크리틱               |
| -------------- | --------------------------- | ------------------------ |
| Grandia        | (SS) 87% (PS) 86%           | (PS) 89                  |
| Grandia II     | (DC) 89% (PC) 73% (PS2) 73% | (DC) 90 (PS2) 71 (PC) 70 |
| Grandia Xtreme | (PS2) 71%                   | (PS2) 68                 |
| Grandia III    | (PS2) 79%                   | (PS2) 77                 |